# 2336 Xinjiang
A 2336 Xinjiang (ideiglenes jelöléssel 1975 WL1) a Naprendszer kisbolygóövében található aszteroida. A Bíbor-hegyi Obszervatóriumban fedezték fel 1975. november 26-án.